# Ичен
Ичен (енгл. River Itchen) је река у Уједињеном Краљевству, у Енглеској. Дуга је 45 km. Протиче кроз Хемпшир. Улива се у Ламанш.